# (9223) Leifandersson
(9223) Leifandersson es un asteroide perteneciente al cinturón de asteroides, descubierto el 18 de diciembre de 1995 por el equipo del Spacewatch desde el Observatorio Nacional de Kitt Peak, Arizona, Estados Unidos.

## Designación y nombre
Designado provisionalmente como 1995 YY7. Fue nombrado Leifandersson en honor al astrónomo sueco Leif Erland Andersson, observó que la mayoría de los satélites de los planetas exteriores giran sincrónicamente sobre sus planetas, ayudó a determinar la posición polar de Plutón y su albedo, y determinó que Plutón y su satélite Charon mostrarían tránsitos y eclipses mutuos. También hizo un catálogo de cráteres lunares.

## Características orbitales
Leifandersson está situado a una distancia media del Sol de 2,301 ua, pudiendo alejarse hasta 2,463 ua y acercarse hasta 2,138 ua. Su excentricidad es 0,070 y la inclinación orbital 3,412 grados. Emplea 1274,94 días en completar una órbita alrededor del Sol.

## Características físicas
La magnitud absoluta de Leifandersson es 13,6. Tiene 4,498 km de diámetro y su albedo se estima en 0,381. 